# Nidhug
Nidhug er en drage fra den nordiske mytologi. Kilderne til dette uhyggelige væsen er først og fremmest Snorres Edda og to digte i den Ældre Edda, Grimnirs tale og Vølvens spådom.

## Nidhug i Snorres Edda
Snorre beskriver Nidhug som et væsen, der ligger ved brønden Hvergelmir i dødsriget Helheim under jorden og gnaver i den ene af verdenstræet Yggdrasils tre rødder. Ved Hvergelmir er der et utal af slanger. Mange floder flyder fra dens kilde, og her kommer de værste blandt de døde, menedere og mordere, og pines af Nidhugs næb.
Nidhug er altid i stridigheder med den ørn, der beboer Yggdrasils top. Egernet Ratatosk, der bringer bud mellem alle, bringer avindsord mellem de to fjender.
Vikinger, der ikke døde i kamp, kommer ifølge den nordiske mytologi i dødsriget, der var styret af Hel, Lokes datter. Men før de kommer derned, skal de forbi Nidhug. Nidhug suger alt blodet ud af alle de mennesker, der kommer forbi, sådan at de bliver helt blege. Når alt blodet har forladt dem, er det lettere for Hel at få dem med i sin hær af døde, der skal angribe menneskene, når Ragnarok engang kommer. Ragnarok skal komme den dag, hvor Hel har fået bygget sit skib, Nagelfar, færdigt. Skibet bygger hun af neglene fra de døde.

## Den ældre edda
Snorres kilder til uhyret Nidhug er tydeligvis to digte fra den ældre edda.

### Grimnirs tale
I Grimnirs tale har han tydeligvis hentet beretningen om ormen, der slynger sig om verdenstræets rødder og suger dets rødder.
Ratatosk er et rendende Egern
paa Asken Yggdrasil,
Ørnens Ord skal han ovenfra bære
og sige Nidhågg forneden.
Fire Hjorte det højeste Skud
med hævede Halse gnaver:
Dain, Dvalin, Duneyr og Duratror.
Under Yggdrasils Ask er af Orme fler
end tankeløs Tosse aner:
Goin og Moin, de er Gravvitnirs Sønner,
Graabag og Gravvållud,
Ofnir og Svafnir skal evigt, tror jeg,
tære paa Træets Kviste.
Asken Yggdrasil Anløb lider
mer end man tænker, thi Toppen
ruskes af Hjort, den raadner paa Siden,
Nidhågg hærger forneden.
Fra Thøger Larsens oversættelse Nordens Gudekvad 1926, Grimnirs Maal 32 – 35

### Vølvens spådom
Det andet digt fra den ældre edda hvor Nidhug optræder er Vølvens spådom. Her nævnes Nidhug i vers 39 og 40, der beskriver en af de sale som de døde samles i. Dette er salen for menedere, mordere og som der står: den, som lokker en andens/ Mø til Elskov./ Dér suged Nidhug 
de døde Lig.
Mest berømt er Nidhug dog fra det sidste vers i dette digt. Efter at have beskrevet ragnarok, fremmaler vølven Gimle, den smukke verden, der skal komme efter undergangen. Men endnu et syn har hun, inden digtet ender. Et mærkeligt og uhyggeligt billede, der afslutter hendes syner:
Der kommer den mørke
Drage flyvende,
den skinnende, nede
fra Nidefjælde.
Over Sletten den flyver;
i Fjedrene slæber
Nidhug Lig.
Nu må hun synke.
Fra H.G. Møllers oversættelse af Den ældre Edda 1870

## Eksterne links
- Gylfis forblændelse fra Snorris Eddasagn oversat af Thøger Larsen
- Grimnirs Maal oversat af Thøger Larsen
- Vølvens Spådom oversat af H.G. Møller